# غوستاف لانج
غوستاف لانج (بالألمانية: Gustav Lange)‏ هو ملحن وعازف بيانو ألماني، ولد في 13 أغسطس 1830 في Schwerstedt, Sömmerda ‏ في ألمانيا، وتوفي في 20 يوليو 1889 في فيرنيغيروده في ألمانيا.

## وصلات خارجية
- غوستاف لانج على موقع IMDb (الإنجليزية)
- غوستاف لانج على موقع ميوزك برينز (الإنجليزية)